# Джон Сібен
Джон Сібен (англ. Jon Sieben, 24 серпня 1966) — австралійський плавець.
Олімпійський чемпіон 1984 року, учасник 1988, 1992 років.
Призер Пантихоокеанського чемпіонату з плавання 1985, 1987, 1991 років.
Переможець Ігор Співдружності 1982 року.
Переможець літньої Універсіади 1985 року.